# Innes stjärna
Innes stjärna är en ensam stjärna i norra delen av stjärnbilden Kölen. Den har en skenbar magnitud av ca 11,5 och kräver ett teleskop för att kunna observeras. Baserat på parallaxmätning inom Hipparcosuppdraget och enligt Gaia Data Release 2 på ca 78,9 mas, beräknas den befinna sig på ett avstånd på ca 41,3 ljusår (ca 12,7 parsek) från solen. Den rör sig närmare solen med en heliocentrisk radialhastighet på ca -35 km/s.

## Nomenklatur
Innes stjärna är en av få stjärnor som är uppkallade efter en vetenskapsman, nämligen den skotske astronomen Robert T.A. Innes. Majoriteten av egennamnen på stjärnor har forntida eller medeltida ursprung, i huvudsak arabiskt. Vissa andra stjärnor, som befinner sig i solens närhet på grund av sin stora egenrörelse, faller också i denna klass och är uppkallade efter deras upptäckare: Barnards stjärna, Kapteyns stjärna, Luytens stjärna, van Maanens stjärna, van Biesbroecks stjärna och Teegardens stjärna. Innes är också känd som upptäckaren av Proxima Centauri.

## Egenskaper
Innes stjärna är en röd dvärgstjärna i huvudserien av spektralklass M3.5. Den har en massa som är ca 0,35 solmassor och har ca 0,011 gånger solens utstrålning av energi från dess fotosfär vid en effektiv temperatur av ca 3 300 K.

## Planetsystem
År 2014 upptäcktes en megajord eller en Minineptunus, GJ 422 b, med en massa av cirka tio jordmassor, som kretsar kring Innes stjärna med en omloppsperiod av 20 dygn. Den ligger på ett avstånd av ca 0,11 astronomiska enheter (AE), eller 11 procent av avståndet mellan jorden och solen, vid den inre kanten av stjärnans beboeliga zon, som har beräknats ligga mellan 0,11 och 0,21 AE. Upptäckten av GJ 422 b bekräftades 2020.
| Planet | Massa             | Halv storaxel (AE) | Siderisk omloppstid (d) | Excentricitet | Inklination | Radie |
| ------ | ----------------- | ------------------ | ----------------------- | ------------- | ----------- | ----- |
| b      | ≥11,07 ± 1,128 M🜨 | 0,111 ± 0,004      | 20,129 ± 0,005          | 0,13 ± 0,04   | -           | -     |